# Coppa del Brasile di beach soccer
La coppa del Brasile di beach soccer è una competizione sportiva brasiliana riservata alle squadre di calcio da spiaggia.

## Albo d’oro
| Anno    | Sede           | Finale         | Finale    | Finale         |               | Finale 3º-4º posto | Finale 3º-4º posto | Finale 3º-4º posto |
| Anno    | Sede           | Campione       | risultato | Secondo        | Terzo         | risultato          | Quarto             |                    |
| 2011    | Manaus         | Botafogo       | 8 – 3     | Vasco da Gama  | Corinthians   | 5 – 2              | Flamengo           |                    |
| 2012    | Manaus         | Vasco da Gama  | 5 – 2     | Sampaio Corrêa | Flamengo      | 3 – 1              | Cruzeiro           |                    |
| 2013    | Manaus         | Flamengo       | 3 – 2     | Sport          | Vasco da Gama | 6 – 5              | Sampaio Corrêa     |                    |
| 2014    | Manaus         | Vasco da Gama  | 6 – 2     | Sport          | Flamengo      | 4 – 3              | Vilavelhense       |                    |
| 2016    | São Luís       | Sampaio Corrêa | 5 – 1     | Espírito Santo |               | Vasco da Gama      | 6 – 5              | Rio Branco         |
| 2017-18 | Rio de Janeiro | Sampaio Corrêa | 7 – 2     | Vitória        |               | Vasco da Gama      | 4 – 1              | Botafogo           |
| 2019    |                |                | -         |                |               |                    | -                  |                    |